# Ronu Majumdar

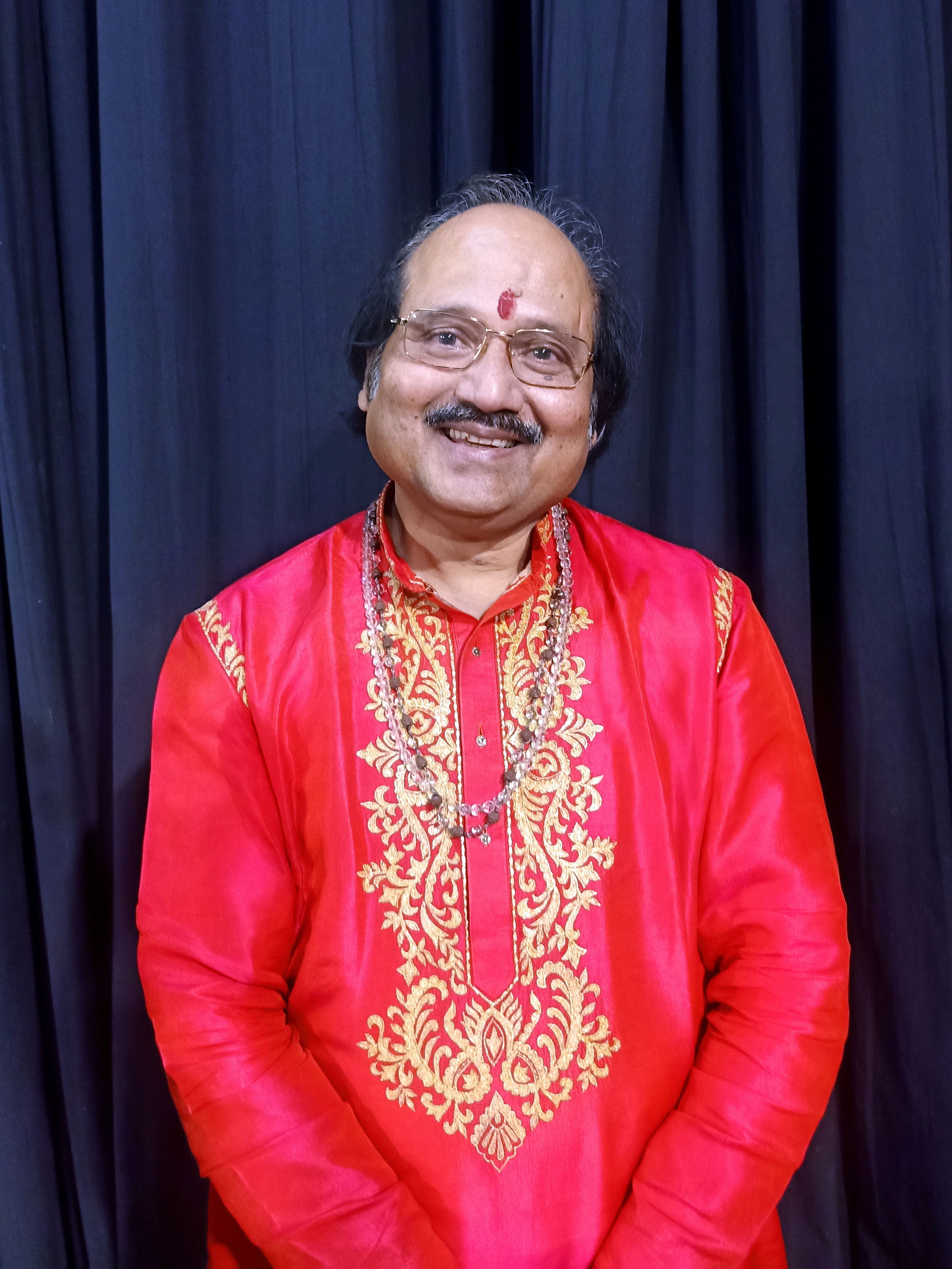
Ronu Majumdar, 2024

Ronu Majumdar (bengalisch রনু মজুমদার Ranu Majumdār; Hindi रोनू मजूमदार; * 22. Juni 1963 in Varanasi (Uttar Pradesh)) ist ein indischer Bansurispieler und Filmkomponist.

## Leben
Majumdar hatte den ersten Unterricht bei seinem Vater Bhanu Majumdar, einem Schüler Pannalal Ghoshs. Er setzte seine Ausbildung bei Lakshman Prasad Jaipurwale und Vijay Raghav Rao und ab 1980 bei Ravi Shankar fort. 1981 gewann er den Ersten Preis beim Musikwettbewerb von All India Radio. Er trat sowohl mit indischen Musikern wie Ravi Shankar, Bhimsen Joshi, Jasraj, Zakir Hussain, und Kishori Amonkar als auch mit westlichen Musikern wie George Harrison, George Brooks, Philip Glass, Ry Cooder, Bela Fleck und Larry Coryell auf. 
Für sein Album Tabula Rasa mit dem Banjovirtuosen Bela Fleck wurde er 1986 für einen Grammy nominiert. 1999 wurde er mit dem Aditya Vikram Birla Award ausgezeichnet. 2014 erhielt er den Sangeet Natak Akademi Award. Lifetime Achievement Awards erhielt er von Sahara India Pariwar (2001) und von der Navbharat Times (2014). Als Komponist und Musiker wirkte er u. a. an Mike Nichols’ Film Mit aller Macht (Primary Colors, 1998) mit. Mit seinem Album Song of Nature / A Traveller's Tale profilierte er sich auch als Innovator der New-Age-Musik.

## Diskographie
- Song of Nature / A Traveller's Tale
- FASCINOMA mit Ry Cooder und John Hassels
- In search of life mit Christian Seiferd
- Tabula Rasa mit Bela Fleck
- Moonlight Whispers mit Larry Corryel
- Inside Kremlin
- Chants of India
- Passages

## Filmmusik
- 1998: Mit aller Macht (Primary Colors, Regie: Mike Nichols)
- 2002: One Hour Photo (Regie: Mark Romanek)
- 2003: The Day My God Died (Regie: Andrew Levine)
- 2005: The Blue Umbrella (Regie: Vishal Bhardwaj)
- 2005: Mystic India (Kurzfilm, Regie: Keith Melton)
- 2014: She, The Movie (Regie: Viplab Majumder)